# Xã Beaver, Quận Benson, Bắc Dakota
Xã Beaver (tiếng Anh: Beaver Township) là một xã thuộc quận Benson, tiểu bang Bắc Dakota, Hoa Kỳ. Năm 2010, dân số của xã này là 25 người.